# Falso documental
El falso documental es un género de cine y televisión o una obra de dicho género. Se suele incluir dentro de la comedia, aunque existen algunos dramáticos. Se presenta como una grabación de la vida real, aunque se produce como una obra de ficción. Es un medio habitual de parodia y sátira.[cita requerida]
Se trata de un género que imita los códigos y convenciones desarrollados por el cine documental en una obra de ficción. Se presenta a veces como documental histórico con comentaristas que hablan de sucesos pasados o, utilizando un recurso del cine de realidad, con personajes a los que se sigue a través de varias situaciones. Es frecuente que sean parcial o totalmente improvisados, bajo la premisa de que este estilo de actuación ayuda a sostener la sensación de realismo.[cita requerida]

## Antecedentes

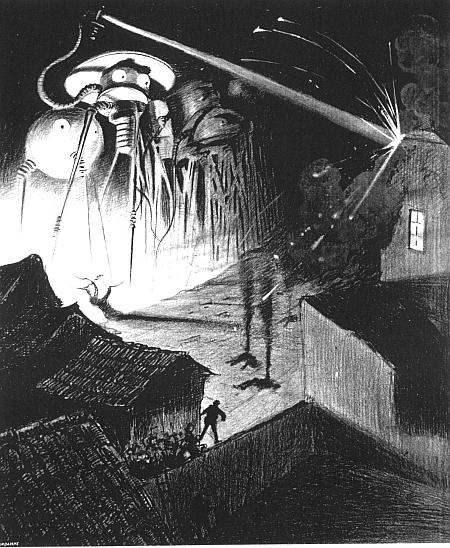
Dibujo de una edición belga de 1906 de La guerra de los mundos, del artista brasileño Henrique Alvim Correa. La imagen muestra un ejército de máquinas de guerra marcianas que destruyen un pueblo inglés.

Un ejemplo muy temprano puede encontrarse en la versión radial que creó Orson Welles de La guerra de los mundos, el 30 de octubre de 1938. Y, más tarde, en una emisión televisiva de 1957 del programa británico Panorama Swiss Spaghetti Harvest. A menudo se presentan como documentales históricos con comentaristas que hablan de sucesos pasados o, utilizando un recurso del cine de realidad, con personajes a los que se sigue a través de varias situaciones. Los ejemplos de esta forma de sátira se remontan, al menos, a los años 1950; otro ejemplo es la emisión en 1957 del programa británico Panorama, pero el término inglés que lo designa, «mockumentary», se atribuye a Rob Reiner, director de This Is Spinal Tap, que lo usó en una entrevista de mediados de los años 1980 para referirse a dicha película. Gracias a los efectos especiales, la imagen fotográfica ha perdido la condición de «índice» de la realidad. Sin embargo, el falso documental sitúa el interés de la manipulación no tanto en la imagen como en el discurso. Una de las características fundamentales de los mockumentaries para analizar es la evidencia o no de la naturaleza ficcional de la pieza en toda su existencia, por mucho que participen de las estrategias de verificación del texto documental.

## Tipología
Weinrichter distingue tres tipos de falso documental según su grado de reflexividad: 
- Parodia
- Crítica
- Falsificación y deconstrucción

Cristian Pineda Amo explica que «el cine de no ficción representa un giro de innovación en la conservadora institución del cine. Con este concepto clásico del documental puesto en crisis, nos preguntamos cuál es la herencia que ha producido en el cine actual: su estética». En Recursos teóricos para el análisis de los filmes, Antonio Fernández dice que «para que el arte suministre indicadores y podamos percibir vivencias (tanto presentes como ausentes), es necesario reafirmar la interpretación de la herencia del pasado como vivencia del presente. En el arte nada es nuevo, pues a partir de las formas estéticas anteriores es posible inventar formas nuevas, que además podemos utilizar para cambios posteriores y su puesta en funcionamiento». De aquí se desprende la gran relevancia que el espectador posee en esta experiencia, fundamental para la interpretación de las imágenes y comprensión del género con formato de ficción, siendo no ficción.
Alberto Nahúm García Martínez expresa que «la verdad en el falso documental se presenta como una construcción manipulada y queda reducida a una simple cuestión de estilo, al conocimiento y aplicación de ciertas estrategias retóricas que suministren la verosimilitud necesaria a lo que le quiere contar. Para evitar la fácil suspensión de la credulidad del espectador, suele resultar efectivo encuadrar las mentiras en un marco verdadero. Así, se gana la credibilidad del espectador, pues identifica como familiares algunos aspectos que presenta el film. Cualquier estrategia es válida para dinamitar los códigos que separan la realidad de la ficción, conocidos por el espectador: el realismo en el estilo, la espontaneidad o el descuido, la voz en off solemne, el no-control de todo el rodaje, la aportación de datos supuestamente científicos, la reubicación de declaraciones reales o la exhibición del propio proceso de producción y realización. Si alguien contempla un falso documental prevenido de que se trata de un embeleco, su desconfianza será absoluta desde el inicio y buscará las huellas del engaño por la influencia que el paratexto comporta para la recepción. En la mayoría de ocasiones, el espectador asiste con credibilidad a lo que observa hasta que topa con algunos detalles que van revocando su convicción. Tanto en sus propuestas paródicas como en las más deconstructoras y reflexivas, la audiencia ha de percibir el engaño (al menos parte de él), bien sea para captar las bromas propuestas o para reflexionar en torno a la tradicional naturaleza factual asignada al documental. Los realizadores de fakes tratarían de conjurar el engaño audiovisual aplicándoles su mismo procedimiento: reactivar la conciencia crítica ante la imagen mediante otro falseamiento más, evidente e identificable para miradas instruidas, de ahí a importancia que se le otorga al receptor y a sus competencias interpretativas en este subgénero». (2006: 308-312).

## Rol del espectador
El cine propone a su espectador una experiencia. Todo a partir de considerar la recepción como una dialéctica entre sujeto y realidad, entre las propiedades del objeto y las intenciones del observador. Se trata de un proceso activo y selectivo, que siempre va a depender de las estrategias de conocimiento, ya sea por la atención o por las intenciones que se ponen en juego ante la realidad. El espectador ante la imagen, elabora una representación mental construida a partir de una combinación de indicios actuales y los recursos de la experiencia anterior. 

### Primeras aproximaciones
Desde los comienzos, el papel del espectador en el cine ha sido subestimado. Este era entendido como un sujeto pasivo, quien recibía el mensaje en la situación comunicativa, cumpliendo la única función de receptor. Los procesos de información que en él actúan, el contexto sociocultural e histórico, la situación espacio-temporal de la exhibición, entre otros, no eran tomados en cuenta, simplemente se reconocía su presencia como un elemento más del acto de comunicación, pero no como persona real. Sin embargo «todas estas asunciones se fueron poco a poco disipando ante las evidencias de que las películas, al igual que ocurría con otras manifestaciones artísticas, eran recibidas de forma diferente, tanto por el público como por la crítica, dependiendo de la situación espacio-temporal en la que se encontraran». (Hernández-Santaolalla, 2010:197).

### Teoría de la recepción
Así es como se irá concibiendo al espectador con un papel activo a través de las teorías de la recepción provenientes de los estudios culturales ingleses y norteamericanos. Estas llegan al cine a través de las teorías de la comunicación y de estudios sociales que sobrepasan los límites estrictamente cinematográficos. De la misma manera, desde la teoría de la recepción literaria se la entiende como «la negación de que los textos posean un significado objetivo y unívoco, aquel que le dio su autor, y que permanecerá inalterable a lo largo del tiempo». (Hernández-Santaolalla, 2010:203). En esta teoría se afirma el papel del receptor activo, quien influenciado por su contexto, sus conocimientos y experiencias, puede interpretar el texto de maneras diferentes, es decir de forma subjetiva. Este resignifica el discurso otorgándole un sentido propio, ya que «un texto no puede actualizarse por sí mismo y es precisamente el intérprete quien, configurando y reconfigurando significados permite que una obra viva históricamente».

### Otras perspectivas
Por otro lado, Kracauer, a través de la sociología, afirma que «el cine es el arte que mejor refleja la mentalidad de la nación, ya que no es el resultado de un trabajo individual, sino de un grupo, y que además se dirige a un público general, por lo que reflejará el gusto del momento». En 1916 el psicólogo alemán Hugo Münsterberg habla del cine como un proceso mental a través de la atención, la memoria y la imaginación, y las emociones. Paralelamente, Boris Eikhenbaum introduciendo el concepto de “discurso interior” entiende al espectador como una pieza fundamental en la construcción de la narración, elaborando significados de manera activa. Bill Nichols también describe el papel activo del espectador a la hora de visionar un film (ya sea documental o ficcional), a través de un procedimiento de comprensión basado en la deducción con referencia a los conocimientos previos y a las hipótesis generadas en el texto del film. Con respecto al documental, cree que los sonidos y las imágenes están muy relacionados con el mundo histórico: «Como espectadores confiamos en que lo que ocurrió frente a la cámara ha sufrido escasa o nula modificación para ser registrado en celuloide o cinta magnética». (1997:58). De esta manera, el espectador no supone la intervención de la cámara en las situaciones registradas, y por esto le confiere un alto grado de veracidad a lo que está visionando, ya que las imágenes y sonidos aparentan ser parte de la realidad inalterada.

## Cine
- A Hard Day's Night, que narra las vivencias habituales de la banda de rock británica The Beatles.
- Crónica para un futuro (1967), de Carlos Alberto Aguilar, que narra las características de los productos de la empresa Fiat Concord –automóviles y trenes– a partir de las desventuras de ficción de un periodista.
- Zelig (1983), dirigida y protagonizada por Woody Allen, sobre la vida de un hombre que adopta la apariencia de las personas que tiene alrededor.
- This Is Spinal Tap (1984), de Rob Reiner. Narra la historia de un grupo musical ficticio.
- Ciudadano Bob Roberts (Bob Roberts, 1992), de Tim Robbins, es una sátira política sobre un candidato y cantautor derechista.
- Sin advertencia (1994), un noticiero de los Estados Unidos cuenta en varias noticias la llegada de meteoritos que están por impactar en la Tierra.
- La verdadera historia del cine (1995), de Costa Botes y Peter Jackson, narra la vida de un ficticio pionero del cine.
- Secuestro extraterrestre (Alien abduction, incident in lake country, 1998), de Dean Alioto, cuenta la historia de una familia atrapada en su casa aterrorizada por presencia de extraterrestres.
- Muérete, bonita (Drop dead gorgeous, 1999), es una comedia negra sobre la competitividad en los concursos de belleza.
- Very Important Perros (Best in show, 2000), de Christopher Guest, sigue a varios participantes de un concurso canino.
- Operación Luna (Opération Lune o Dark side of the Moon, 2002), es un falso documental francés que niega la llegada del hombre a la Luna a bordo del Apolo 11, hecho que se presenta como un engaño monumental filmado por Stanley Kubrick por encargo del entonces presidente Richard Nixon.
- Noviembre (2003), narra la historia de Noviembre, un grupo de teatro ficticio.
- CSA: The Confederate States of America (2004), que especula sobre la historia americana tras una hipotética victoria de las tropas confederadas.
- Un día sin mexicanos (2004). Retrata a través de varias protagonista (y entrevistas al azar) los efectos de la desaparición repentina y sobrenatural de todos los latinoamericanos en California.
- Tierra encima (2005). Un anarquista al que daban por muerto va al lugar al que se supone que está enterrado.
- Borat (2006), guion de Sacha Baron Cohen, donde la personalidad de la TV kazaja Borat Sagdiyev viaja al que denomina "el país más grandioso en el mundo" (Estados Unidos o "U. S. and A" en la versión original) para hacer un documental a instancias del Ministerio kazajo de Información.
- REC (2007). Cuenta sobre una reportera y su camarógrafo que registran los eventos brutales que ocurren tras estar atrapados en un edificio en cuarentena con unos voraces zombis.
- Brüno (2009), segunda película de Sacha Baron Cohen en la que interpreta a un presentador de televisión austríaco, homosexual y neonazi, en una aventura por Estados Unidos.
- The fourth kind (La cuarta fase, 2009), película sobre los supuestos casos de abducción alienígena en Alaska.
- Der Kampf, falso documental que rinde homenaje al cine de luchadores en México realizado en el 2010 por Producciones Margen con Papas en la ciudad de Guanajuato, México.
- The Troll Hunter (Trolljegeren, en noruego, 2010). Un grupo de estudiantes sigue a un cazador de troles documentando su accionar.
- I'm Still Here (2010), documental que narra el polémico retiro del conocido actor estadounidense Joaquin Phoenix.
- Pandemia (2012-2013) de Nigth Cat Productions.
- Grave Encounters (Encuentros de ultratumba, 2011). Un programa de fenómenos paranormales realiza su sexto capítulo en un hospital psiquiátrico abandonado.
- Chronicle (Poder sin límites, 2012). Un grupo de amigos documentan sobre sus nuevos poderes.
- Zuloak (Agujeros, 2012) de Fermin Muguruza.
- What We Do in the Shadows de Taika Waititi.
- Operación avalancha (Operation Avalanche, 2016) de Matt Johnson. La Guerra Fría está en plena efervescencia. La CIA introduce a un grupo de agentes en la NASA, que descubren que el organismo espacial norteamericano no está en condiciones de enviar un hombre a la Luna, por lo que se ponen manos a la obra para simular esta gesta y engañar al mundo, haciendo creer que los norteamericanos han viajado al satélite mediante imágenes falsas.
- Popstar: Never Stop Never Stopping (2016).
- Un secreto en la caja (2016) de Javier Izquierdo, que relata la vida del escritor ecuatoriano Marcelo Chiriboga, el ficticio exponente ecuatoriano del Boom latinoamericano.
- Ruta adulterada (Pharmacy Road, 2017). Mediometraje en clave de humor, sobre el dopaje en el Tour de Francia.
- Death to 2020 (2020), creado por Charlie Brooker y Annabel Jones (Black Mirror), que presenta diversas catástrofes y controversias acaecidas en el mundo durante el 2020, discutidas por falsos expertos, personas influyentes y ciudadanos.

## Televisión

### Episodios de series
Además de las siguientes, otras series han utilizado el falso documental en episodios individuales. Tal es el caso de:
- The X-Files (X-Cops)[2]
- El ala oeste de la Casa Blanca[3]
- The Naked Brothers Band
- Arrested Development
- E R
- Hawaii Five-0
- Castle
- Los Simpsons
- Doctor Who - El episodio Amor y monstruos, esta rodado en formato de falso documental.
- Xena la princesa guerrera
- Community
- Arrow
- Bones - El episodio La bruja sin cabeza del bosque parodia la película El proyecto de la Bruja de Blair . A su vez, en el episodio La Película en Movimiento Booth y Brennan realizan un falso documental a cargo de la productora Alex Duffy.

### Series
- Freakylinks, serie emitida en la cadena de cable Fox en la que un grupo de jóvenes que se dedican a la investigación de hechos sobrenaturales, lleva cámaras de mano para documentar los casos. Se emitió tan solo una temporada y no se dieron datos sobre por qué no continuaba su emisión.
- Trailer Park Boys, sobre la vida en un parque de caravanas.
- The Office, documental sobre el trabajo en una oficina de venta de papel, hay una versión inglesa (BBC), y una posterior estadounidense (NBC), basada en la primera.
- Isla del drama.
- Paquita Salas.
- Recordando el show de Alejandro Molina, dirigida por Juan José Campanella y Alejandro Dolina.
- Death Valley.
- Ver para creer, serie de cinco episodios creados por el canal venezolano ViVe. Los primeros cuatro eran falsos documentales creados sin informar al público. El quinto episodio, donde se aclaró el tema, fue un debate en directo sobre la credibilidad de la televisión. Uno de ellos, La historia de Vómito Adeco, logró gran aceptación entre el público al mostrarse supuesta evidencia de que la primera banda de punk fue venezolana y que los Sex Pistols la plagiaron.[4]
- Supernatural (episodios "Ghostfacers" y "Hammer of the Gods"). En el DVD de la quinta temporada de Supernatural, está incluida una «primera temporada» de Ghostfacers.
- The River, serie de televisión en el que un afamado documentalista desaparece en la cuenca del Amazonas, y su esposa e hijo parte con otro grupo de documentalistas a buscarlo, además de documentar dicha búsqueda.
- Parks and Recreation.
- Modern Family.
- Drawn Together
- American Vandal, la serie gira en torno a una sátira de documentales sobre crímenes reales como en Making a Murderer y Serial.
- Detrás de las risas (Los Simpson), episodio de la telecomedia Los Simpson en el que se parodian los programas de detrás de las cámaras, mediante el relato de los conflictos y las enemistades de los personajes del programa durante la grabación del mismo.
- American Horror Story, la sexta temporada de la serie se basa en  documental paranormal titulado "My Roanoke Nightmare".

### Otros
- Alternativa 3 (1977). Se transmitió dentro de una serie de reportajes científicos con el nombre de Science Report.
- Tout ça (ne nous rendra pas la Belgique) (2006), presentado por Philippe Dutilleul. Se interrumpió la programación habitual con un especial informativo sobre hechos que estaban pasando en directo en esos momentos.
- Operación Palace (2014) de Jordi Évole. Presentado como un programa especial de investigación sobre el 23-F.
- En Güilson (2013). Colgado en internet y centrado en la famosa "Wilson" de la película Náufrago.
- The Cannibal In the Jungle (2015). Documental falso en la perspectiva de dos exploradores norteamericanos que fueron a la jungla y pelearon contra hombres mono. Fueron condenados a muerte.
- Konspiration 58 (2002). "Documental" transmitido en la televisión sueca sobre la falsedad de la celebración de la Copa Del Mundo en Suecia.
- Por qué Mozart no usaba el Si bemol (2020) de Jaime Altozano. Colgado en su canal de YouTube.
- Mermaids:The body found. Un supuesto documental sobre el descubrimiento de unas extrañas criaturas marinas con aspecto de simios, que pronto se relacionan con sirenas. La película cuenta una supuesta conspiración gubernamental para ocultar la existencia de dichos animales.
- The Great Martian War 1913-1917 (2013). Se trata de una historia alterna de la Primera Guerra Mundial, dónde el bando de los aliados se enfrentaban a invasores alienígenas en lugar del bando de las potencias centrales.
- La era del ñandú (1987) de Carlos Sorín. Escrito por Alan Pauls y con cameos de Horacio Acavallo, Ludovica Squirru, Augusto Bonardo, Mario Clavel y Salo Pasik, este falso documental argentino cuenta la historia de la droga Bio K2, derivada del ñandú, y descubierta por un doctor Guillermo Kurz, cuyas propiedades eran milagrosas.[5]